# Fear of the Dark Tour
Fear of the Dark Tour fue un tour realizado por la banda de Heavy metal Iron Maiden, que iba desde el 3 de junio de 1992 hasta el 4 de noviembre de 1992.
En la gira de la banda se hizo una aparición título de vuelta en el Monsters of Rock Festival en Donington Park, Los cuales fueron cabeza de cartel ante una multitud reducida de 68.500 (el público se coronó después de un incidente en 1988 en el que dos aficionados fueron aplastados hasta la muerte). El espectáculo, que contó con un invitado por el entonces exguitarrista Adrian Smith en «Running Free», fue lanzado formatos de audio y vídeo, además se grabaron canciones en algunas partes de la gira para el álbum A Real Live One y A Real Dead One.
La gira también fue notable ya que la banda trató de hacer sus primeros shows en Chile en el Centro Cultural Estación Mapocho, pero se vieron obligados a cancelar después de las quejas de la Iglesia Católica.

## Fechas
| Fecha                       | Ciudad                      | País                        | Lugar                                        |
| The Nodding Donkeys UK Tour | The Nodding Donkeys UK Tour | The Nodding Donkeys UK Tour | The Nodding Donkeys UK Tour                  |
| --------------------------- | --------------------------- | --------------------------- | -------------------------------------------- |
| 3 de junio de 1992          | Norwich                     | Reino Unido                 | The Oval P.H.                                |
| Europa                      |                             |                             |                                              |
| 5 de junio de 1992          | Reikiavik                   | Islandia                    | Laugardalshöll                               |
| Norteamérica                |                             |                             |                                              |
| 8 de junio de 1992          | Nueva York                  | Estados Unidos              | The Ritz                                     |
| 11 de junio de 1992         | Rochester, New York         | Estados Unidos              | Rochester Community War Memorial             |
| 13 de junio de 1992         | Quebec City, Quebec         | Canadá                      | Colisée Pepsi                                |
| 14 de junio de 1992         | Ottawa, Ontario             | Canadá                      | Frank Clair Stadium                          |
| 16 de junio de 1992         | Montreal, Quebec            | Canadá                      | Montreal Forum                               |
| 17 de junio de 1992         | Toronto, Ontario            | Canadá                      | CNE Coliseum                                 |
| 19 de junio de 1992         | Cuyahoga Falls, Ohio        | Estados Unidos              | Blossom Music Center                         |
| 20 de junio de 1992         | Clarkston (Míchigan)        | Estados Unidos              | Pine Knob                                    |
| 21 de junio de 1992         | Tinley Park, Illinois       | Estados Unidos              | First Midwest Bank Amphitheatre              |
| 22 de junio de 1992         | East Troy, Wisconsin        | Estados Unidos              | Alpine Valley Music Theatre                  |
| 25 de junio de 1992         | Saint Paul, Minnesota       | Estados Unidos              | Saint Paul Civic Center                      |
| 27 de junio de 1992         | Morrison, Colorado          | Estados Unidos              | Red Rocks Amphitheatre                       |
| 28 de junio de 1992         | Salt Lake City, Utah        | Estados Unidos              | Salt Palace                                  |
| 30 de junio de 1992         | Sacramento, California      | Estados Unidos              | Cal Expo                                     |
| 1 de julio de 1992          | Daly City, California       | Estados Unidos              | Cow Palace                                   |
| 2 de julio de 1992          | Irvine, California          | Estados Unidos              | Irvine Meadows Amphitheatre                  |
| 5 de julio de 1992          | Phoenix, Arizona            | Estados Unidos              | Compton Terrace                              |
| 7 de julio de 1992          | San Antonio, Texas          | Estados Unidos              | Freeman Coliseum                             |
| 8 de julio de 1992          | Dallas, Texas               | Estados Unidos              | Starplex Amphitheatre                        |
| 9 de julio de 1992          | Bonner Springs, Kansas      | Estados Unidos              | Sandstone Amphitheater                       |
| 11 de julio de 1992         | Atlanta, Georgia            | Estados Unidos              | Lakewood Amphitheater                        |
| 14 de julio de 1992         | Maryland Heights, Missouri  | Estados Unidos              | Riverport Amphitheater                       |
| 15 de julio de 1992         | Nashville, Tennessee        | Estados Unidos              | Starwood Amphitheatre                        |
| 17 de julio de 1992         | Sunrise (Florida)           | Estados Unidos              | Sunrise Musical Theater                      |
| Sudamérica                  |                             |                             |                                              |
| 23 de julio de 1992         | Santiago                    | Chile                       | Centro Cultural Estación Mapocho - Cancelado |
| 25 de julio de 1992         | Buenos Aires                | Argentina                   | Estadio de Ferrocarril Oeste                 |
| 28 de julio de 1992         | Montevideo                  | Uruguay                     | Estación Central General Artigas             |
| 31 de julio de 1992         | Río de Janeiro              | Brasil                      | Gimnasio Maracanãzinho                       |
| 1 de agosto de 1992         | São Paulo                   | Brasil                      | Palmeiras Stadium                            |
| 4 de agosto de 1992         | Porto Alegre                | Brasil                      | Gigantinho                                   |
| Europa                      |                             |                             |                                              |
| 15 de agosto de 1992        | Mannheim                    | Alemania                    | Maimarkt-Gelände                             |
| 17 de agosto de 1992        | Bruselas                    | Bélgica                     | Forest National                              |
| 22 de agosto de 1992        | Castle Donington            | Reino Unido                 | Monsters of Rock                             |
| 25 de agosto de 1992        | Copenhague                  |                             | Valby-Hallen                                 |
| 27 de agosto de 1992        | Helsinki                    | Finlandia                   | Helsinki Ice Hall                            |
| 29 de agosto de 1992        | Estocolmo                   | Suiza                       | Globe Arena                                  |
| 31 de agosto de 1992        | Oslo                        | Noruega                     | Oslo Spektrum                                |
| 2 de septiembre de 1992     | Bolduque                    | Países Bajos                | Brabanthal                                   |
| 4 de septiembre de 1992     | Lausana                     | Suiza                       | Patinoire de Malley                          |
| 5 de septiembre de 1992     | París                       | Francia                     | Parc de la Villette                          |
| 7 de septiembre de 1992     | Mulhouse                    | Francia                     | Palais des Sports                            |
| 8 de septiembre de 1992     | Annecy                      | Francia                     | Parc des Expositions                         |
| 10 de septiembre de 1992    | Béziers                     | Francia                     | Les Arènes                                   |
| 12 de septiembre de 1992    | Reggio Emilia               | Italia                      | Arena Festa Dell' Unita                      |
| 14 de septiembre de 1992    | Barcelona                   | España                      | La Monumental                                |
| 17 de septiembre de 1992    | San Sebastián               | España                      | Velódromo de San Sebastián                   |
| 18 de septiembre de 1992    | Madrid                      | España                      | Las Ventas                                   |
| 19 de septiembre de 1992    | Zaragoza                    | España                      | Plaza de toros de Zaragoza                   |
| América latina              |                             |                             |                                              |
| 26 de septiembre de 1992    | Bayamón                     | Puerto Rico                 | Juan Ramón Loubriel Stadium                  |
| 1 de octubre de 1992        | Ciudad de México            | México                      | Palacio de los Deportes                      |
| 2 de octubre de 1992        | Ciudad de México            | México                      | Palacio de los Deportes                      |
| 4 de octubre de 1992        | Guadalajara                 | México                      | Estadio Tecnológico De la U.D.G              |
| 9 de octubre de 1992        | Caracas                     | Venezuela                   | Poliedro                                     |
| 10 de octubre de 1992       | Caracas                     | Venezuela                   | Poliedro                                     |
| Oceanía                     |                             |                             |                                              |
| 20 de octubre de 1992       | Auckland                    | Nueva Zelanda               | Logan Campbell Centre                        |
| 22 de octubre de 1992       | Melbourne                   | Australia                   | Festival Hall                                |
| 23 de octubre de 1992       | Sídney                      | Australia                   | Hordern Pavilion                             |
| Asia                        |                             |                             |                                              |
| 26 de octubre de 1992       | Nagoya                      | Japón                       | Nagoya Rainbow Hall                          |
| 28 de octubre de 1992       | Fukuoka                     | Japón                       | Kosei Nenkin Hall                            |
| 30 de octubre de 1992       | Hiroshima                   | Japón                       | Kosei Nenkin Hall                            |
| 1 de noviembre de 1992      | Osaka                       | Japón                       | Archaic Hall                                 |
| 2 de noviembre de 1992      | Osaka                       | Japón                       | Festival Hall                                |
| 3 de noviembre de 1992      | Yokohama                    | Japón                       | Yokohama Cultural Gymnasium                  |
| 4 de noviembre de 1992      | Tokio                       | Japón                       | Yoyogi National Gymnasium                    |

## Setlist
1. Be Quick or Be Dead (de Fear of the Dark, 1992)
2. The Number of the Beast (de Number of the Beast, 1982)
3. Wrathchild (de Killers, 1981)
4. From Here to Eternity (de Fear of the Dark, 1992)
5. Can I Play With Madness? (de Seventh Son of a Seventh Son, 1988)
6. Wasting Love (de Fear of the Dark, 1992)
7. Tailgunner (de No Prayer for the Dying, 1990)
8. The Evil That Men Do (de Seventh Son of a Seventh Son, 1988)
9. Afraid to Shoot Strangers (de Fear of the Dark, 1992)
10. Fear of the Dark (de Fear of the Dark, 1992)
11. Bring Your Daughter to the Slaughter (de No Prayer for the Dying, 1990)
12. The Clairvoyant (de Seventh Son of a Seventh Son, 1988)
13. Heaven Can Wait (de Somewhere In Time, 1986)
14. Run to the Hills (de Number of the Beast, 1982)
15. 2 Minutes to Midnight (de Powerslave, 1984)
16. Iron Maiden (de Iron Maiden, 1980)
17. Hallowed Be Thy Name (de Number of the Beast, 1982)
18. The Trooper (de Piece Of Mind, 1983)
19. Sanctuary (de Iron Maiden, 1980)
20. Running Free (de Iron Maiden, 1980)

Notas:
- "Killers" fue tocada en selección de venus
- "Die with Your Boots On" fue tocada en selección de venus

## Páginas externas
- Wed Oficial
- Fear of the Dark Tour fechas Archivado el 15 de diciembre de 2014 en Wayback Machine.

- Datos: Q2543543